# Waterhalfrond

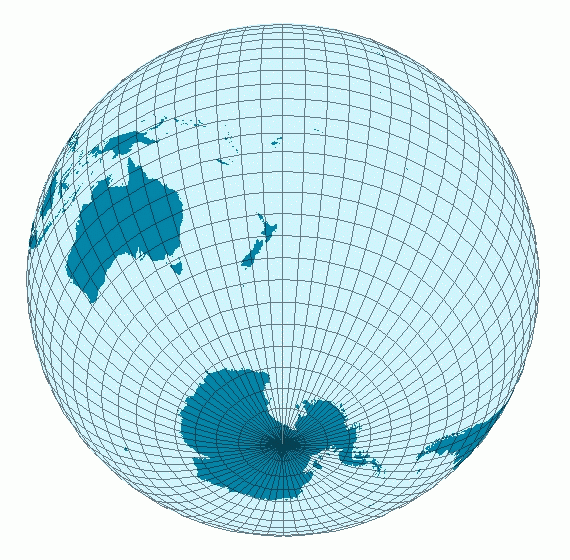
Het waterhalfrond

Het waterhalfrond is het halfrond van het aardoppervlak dat de grootste oppervlakte water bevat: een groot deel van de Stille Oceaan, de Indische en de Zuidelijke Oceanen. Aan landmassa's omvat het de continenten Australië en Antarctica en daarnaast kleine stukken van Zuid-Amerika en Zuidoost-Azië.

## Waterhalfrond en landhalfrond
Het waterhalfrond bevat 89% wateroppervlak en 11% landoppervlak. Wereldwijd is dat 71% water en 29% land.
Aan exact de andere kant van de aardbol ligt het landhalfrond, dat zijn middelpunt heeft nabij de Franse stad Nantes. Van deze 'droge' antipode is ongeveer 53% bedekt met water, tegen 47% landoppervlak.

## Centrum
Het centrum van het waterhalfrond ligt in de Stille Oceaan in het punt 47° 13′ ZB, 178° 28′ OL. Vanuit dit centrum ligt in noordwestelijke richting op 560 kilometer afstand het Nieuw-Zeelandse Banks-schiereiland en op ruim 600 kilometer Christchurch. Zuidzuidoost ligt op ruim 70 kilometer afstand de hoofdgroep van de Bounty-eilanden, onbewoonde rotseilandjes die om hun natuurwaarden als Werelderfgoed gelden. Deze eilanden behoren ook tot Nieuw-Zeeland en zijn genoemd naar het schip dat beroemd is geworden door muiterij. De internationale datumgrens, die ter plaatse diagonaal loopt, ligt 350 kilometer ten zuidoosten van het centrum van het waterhalfrond.

### Point Nemo

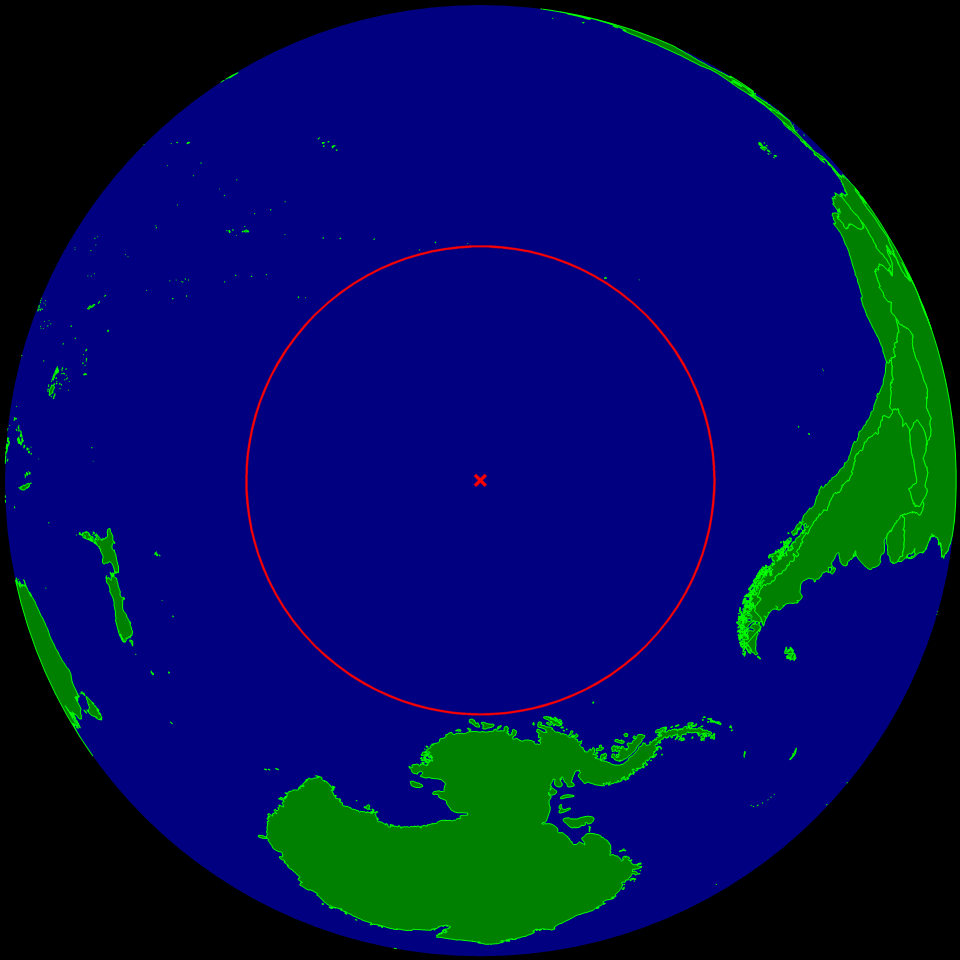
Point Nemo op

Ruim 4000 kilometer oostelijker ligt een punt dat op een heel andere manier de notie 'veel water' belichaamt: Point Nemo, op 48° 53′ ZB, 123° 24′ WL, in het zuiden van de Stille Oceaan. Dit is de plaats die het verste verwijderd is van enig land: het dichtstbijzijnde land is 2685 km verwijderd. De naam komt van Kapitein Nemo uit het boek Twintigduizend mijlen onder zee van Jules Verne.
Vanwege de kleine kans dat vallend ruimteschroot hier mensen raakt, gebruikt men het gebied van Point Nemo als ruimteschipkerkhof.